# Relations entre la Roumanie et le Saint-Siège

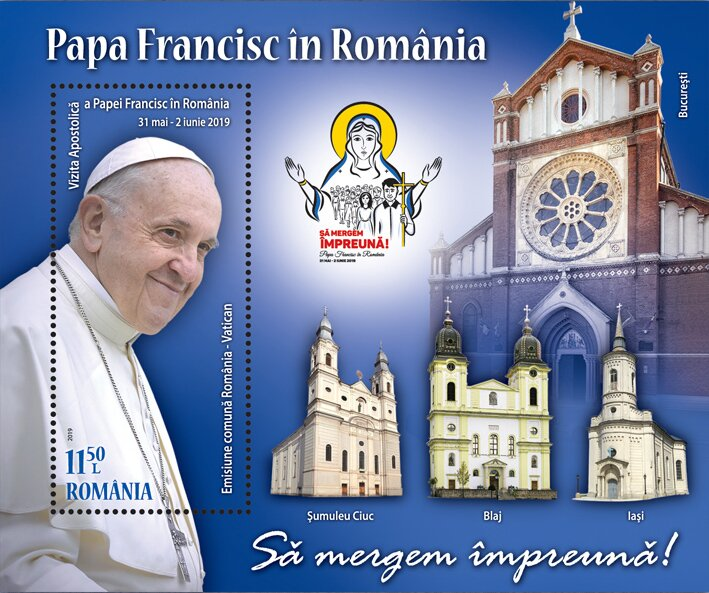
Timbre sur la visite du pape François en Roumanie

Les relations entre le Saint-Siège et la Roumanie sont les relations étrangères entre le Saint-Siège et la Roumanie. Les deux pays ont établi des relations diplomatiques en 1920, mais coupées entre 1927 et 1990. Le Saint-Siège dispose d'une ambassade à Bucarest. La Roumanie dispose d'une ambassade auprès du Vatican.

## Histoire
Les relations entre les deux pays étaient régies par le concordat de 1927. Par le décret n° 151 du 17 juillet 1948, la Roumanie a dénoncé unilatéralement celui-ci et, le 7 juillet 1950, le dernier représentant diplomatique du Vatican à Bucarest, Gerald Patrick O'Hara, a été expulsé.
Après la révolution roumaine de 1989, le décret-loi n° 9 du 31 décembre 1989 du Conseil du Front de salut national abroge le décret-loi 358/1948 et reconnaît l'Église roumaine unie à Rome, grecque-catholique. Les relations diplomatiques entre la Roumanie et le Saint-Siège ont repris en mai 1990.
Du 7 au 9 mai 1999, le pape Jean-Paul II a effectué une visite officielle en Roumanie. Il s’agissait du premier voyage papal dans un pays à majorité orthodoxe depuis plus de 1 000 ans. Il a assisté à une liturgie orthodoxe le 9 mai 1999, marquant la première fois qu'un pape assistait à un service orthodoxe. En 2002, il y avait 1 028 401 catholiques en Roumanie, ce qui représente 4,7 % de la population du pays.
Le pape François a visité la Roumanie du 31 mai au 2 juin 2019.